# Toyota HiAce
O Toyota HiAce (トヨタ・ハイエース, Toyota Haiēsu) é um veículo comercial ligeiro produzido pela fabricante japonesa Toyota. Lançado primeiramente em 1967, o HiAce já estava disponível em uma ampla variedade de configurações de carroceria, incluindo uma minivan, micro-ônibus, furgão, camionete, táxi e ambulância.

## Primeira geração (H10)

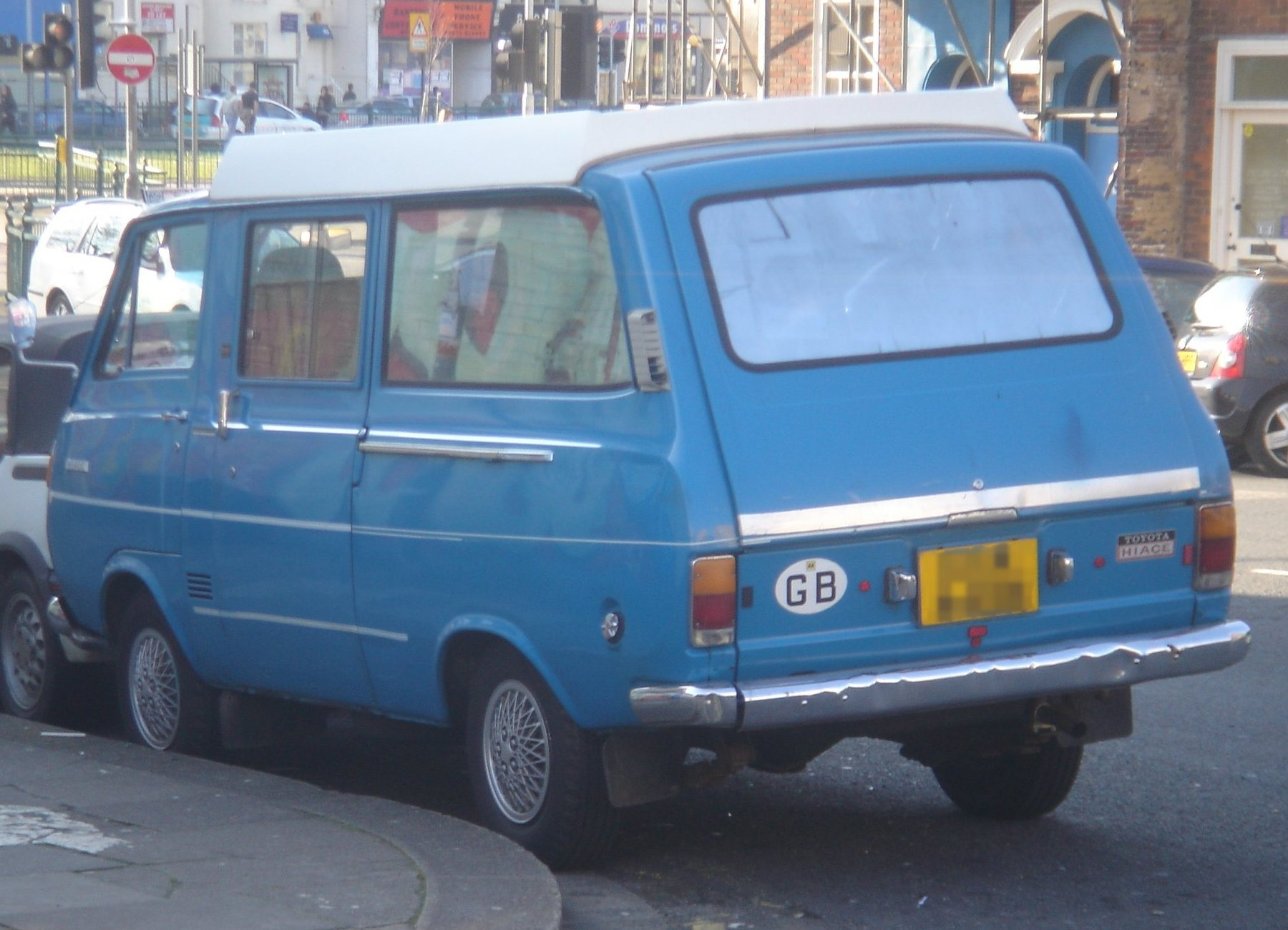
Visão traseira

No final da década de 1960, a Toyota Auto Body, uma empresa subcontratada da Toyota, liderou o desenvolvimento do HiAce como uma van pequena com um design one-box, semelhante ao europeu da época, mas, de acordo com o ex-funcionário sênior da Toyota Akira Kawahara, seria algo invisível na indústria japonesa.
Introduzido em 1967, o HiAce foi oferecido como uma cabine sob camionete, van de entrega e um veículo de passageiros esticado. Também foi chamado de HiAce Commercial na configuração de van de campista. Foi introduzido no mercado dois anos após a introdução do Nissan Homy, adquirido pela Nissan quando assumiram as operações da Prince Motor Company. Alguns motores de tamanhos diferentes estavam disponíveis no momento da introdução, variando de 70 cv (51 kW) 1,35 a 83 cv (61 kW) versão de 1,6 litro. Em 1975, o motor 16R de 1,8 litros foi adicionado. O HiAce estava disponível com um aquecedor, considerado um item de luxo na época.
O HiAce foi projetado principalmente como um veículo de transporte, capaz de transportar até 8 pessoas. Com esse objetivo em consideração, as dimensões externas do HiAce e a cilindrada do motor estavam em conformidade com os regulamentos do governo japonês, a fim de incentivar as vendas e acomodar a maioria dos passageiros utilizando um estilo de carroceria de cabover, com o motor instalado embaixo e entre os passageiros da frente. Era uma alternativa menor ao microônibus maior da Toyota Coaster e foi introduzida no Japão após o Volkswagen Transporter de 1950 e as vans de cabina Chevrolet Greenbrier de 1961. Foi introduzido no mesmo ano que o Toyota MiniAce, muito menor, baseado no Toyota Publica, um antecessor do Toyota Corolla.

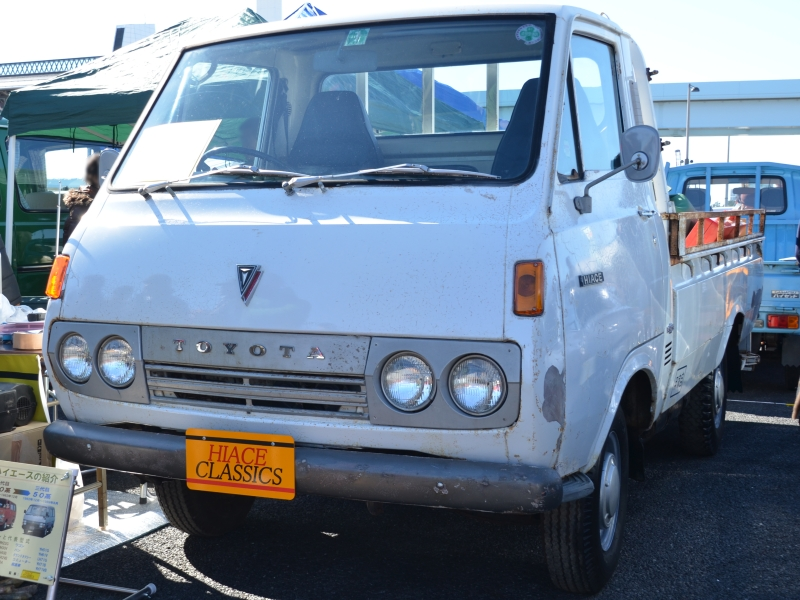
Camionete Toyota HiAce série H10

Atualmente, esse tipo de HiAce é um modelo raro principalmente devido ao desgaste do tempo e à ferrugem. As vans HiAce originalmente vendidas no mercado europeu foram amplamente exportadas para a África e o Sudeste Asiático, onde são usadas como veículos de transporte público.

## Segunda geração (H11/H20/H30/H40)
O novo HiAce de 1977 apresentava uma cabine mais longa e mais aerodinâmica, com faróis únicos. À medida que as dimensões da segunda geração aumentavam, a ela se juntou uma van menor, de nível júnior, chamada Toyota LiteAce, para continuar a oferecer dimensões mais próximas da primeira geração. Além dos motores a gasolina, um motor diesel de 2,2 litros foi oferecido em determinados mercados. A novidade para o HiAce das séries 20 e 40 era uma pick-up de cabine dupla, van de distância entre eixos muito longa e um viajante de teto alto super alto. Os modelos Commuter podem acomodar até 15 passageiros. A camionete de curta distância entre eixos inicialmente carregava os códigos de chassi da série "H11". Para as vans, as vans da série 20 têm distâncias entre eixos curtas, as 30 séries são longas e as 40 são super longas.
Depois que a terceira geração foi introduzida em 1982, certas variantes da segunda geração continuaram sendo fabricadas por vários anos. A maioria dos modelos de segunda geração foi exportada da Europa e do Japão para países africanos e asiáticos após o término da produção e é usada como veículo de transporte público.

Em Portugal, foi introduzida em 1979 equipada de um motor Diesel de 2.2 L (type L) com 72cv. Foi fabricada nas versões Van de 3 lugares, 6 lugares e 9 lugares e em pick-up de 3 lugares. Foi descontinuada em 1983 mas a versão pick-up manteve-se em fabrico até 1985.
- Vista traseira
- HiAce Living Saloon
- Camionete HiAce

## Terceira geração (H50/H60/H70/H80/H90)
Uma nova van HiAce foi lançada em 1982, com a picape HiAce chegando em agosto de 1985. O design da cabine do caminhão era comum ao caminhão leve ToyoAce maior, embora tivesse um estilo frontal diferente. O caminhão era um modelo completamente diferente do da van.

O número do modelo da van contém várias informações de especificação da distância entre eixos: as vans da série 50 têm distâncias entre eixos curtas, as séries 60 são longas e as 70 são super longas. As picapes estão nas séries 80 e 90. O Toyota Mobile Lounge, exibido no Tokyo Motor Show de 1987, é baseado no HiAce High Roof Commuter. Enquanto a van e o Commuter foram redesenhados em 1989, a picape foi produzida até o ano modelo de 1995 e foi a última picape baseada no HiAce. O ar condicionado foi oferecido como equipamento padrão em algumas variantes desta geração em diante.
- Microônibus Toyota HiAce
- Toyota HiAce
Commuter / Ambulância / Van com teto super alto
(H7#B / H7#V, 1982–1985)
- Toyota HiAce Wagon
(H5#G, 1985–1989)
- Camião Toyota HiAce
(H8# / H9#, 1985–1995)
- Interior

## Quarta geração (H100)
O modelo de quarta geração apareceu em agosto de 1989 e estava disponível nas variantes distância entre eixos padrão e distância entre eixos longa; uma cabine grande; distância entre eixos padrão e van longa com distância entre eixos; distância entre eixos longa e super alta distância entre eixos van de teto alto. Este último compartilha um design de carroceria com o Commuter, que é um microônibus de 15 lugares. Uma variedade de motores estava disponível nos veículos de quarta geração, variando de motores a gasolina de 2,0 litros a motores turbodiesel de 3,0 litros. O motor turbodiesel de 2,4 litros (2L-T) foi atualizado para o 2L-TE controlado eletronicamente em outubro de 1990. [29] A maioria das versões é de tração traseira, mas as versões de tempo parcial ou de tração integral foram vendidas dependendo do nível de especificação e do mercado. Os modelos de tração nas quatro rodas estavam inicialmente disponíveis apenas com o motor diesel de 3 litros de 2,8 litros no mercado doméstico japonês, mas os mercados de exportação também receberam opções de gasolina. O modelo base é tipicamente o DX. As versões de luxo incluíam os modelos CD, GL e Super GL.
O HiAce de quarta geração, com facelift, foi lançado em agosto de 1993. Nesse momento, o novo turbodiesel de 3 litros 1KZ-TE substituiu os diesel 2L-TE e 3L no HiAce Wagons (registro de automóveis de passageiros) no Japão. [29] O HiAce recebeu um facelift novamente em 1997 e mais uma vez em 2002. Nos HiAces comerciais do mercado japonês, o motor de 3 litros de 2,8 litros foi substituído pelo maior motor de 5 litros em agosto de 1998, a fim de atender aos padrões mais rigorosos de emissões. [29] Os modelos de exportação estavam disponíveis com uma variedade de mecanismos diferentes para se adequar aos importadores, usos e estruturas fiscais locais.
Nas Filipinas, o HiAce foi vendido pela primeira vez em agosto de 1990 com um motor diesel, sendo renovado em outubro de 1994. Foi renovado novamente em maio de 1997 para venda como veículo comercial e veículo familiar. O HiAce foi o primeiro, depois vem em duas variantes; o de 15 lugares voltado para negócios e o de 13 lugares voltado para a família. Em março de 1999, foram lançadas as variantes HiAce 3.0 Grandia e 2.0 GL a gasolina HiAce, bem como o HiAce Commuter, um HiAce voltado para negócios, e o HiAce foi restaurado novamente naquele ano. Em setembro de 2000, foi lançado o HiAce Super Grandia 3.0 a diesel topo de linha. Todos vieram com uma transmissão manual padrão de 5 velocidades. Todas essas variantes foram vendidas até junho de 2005, com a próxima geração sendo lançada em junho do mesmo ano. Uma edição especial do HiAce Super Grandia J (edição do Japão) também foi vendida junto com o RAV4 J e Revo J de agosto de 2002 a junho de 2003.

### RegiusAce
O HiAce foi repaginado com uma orientação de luxo, chamada Toyota RegiusAce. Foi introduzido em agosto de 1999 com diferentes versões, denominadas Regius HiAce e Regius Touring HiAce, vendidas nas concessionárias Toyopet e Vista. O RegiusAce usa um layout de cabina, o que significa que os passageiros do banco dianteiro estão sentados em cima do eixo dianteiro e o motor 1TR-FE está localizado abaixo do piso e entre os passageiros da frente.
Quando a rede de vendas do Vista foi substituída pela rede de vendas da NETZ, o Regius Ace foi vendido exclusivamente na Netz Store. A primeira geração da série H100 foi fabricada entre 1999 e 2004.

### Galeria
- Van (RZH103R)
- Wagon 2.4DT Super Custom Living Saloon EX (LH100G)
- Wagon 3.0DT Custom (KZH100G)
- HiMedic ambulance (with high roofline and 1UZ-FE V8 engine)

### Vans baseadas
- Dianteira do Jinbei Haise (1991–2001)
- Traseira do Jinbei Haise (1991–2001)
- Dianteira do Jinbei Haise primeiro facelift (1999–2006)
- Traseira do Jinbei Haise primeiro facelift (1999–2006)
- Dianteira do Jinbei Haise segundo facelift (2002–2013)
- Traseira do Jinbei Haise segundo facelift (2002–2013)
- Dianteira do Jinbei Haise terceiro facelift (2006–presente)
- Traseira do Jinbei Haise terceiro facelift (2006–presente)
- Dianteira do Jinbei Haise quarto facelift (2008–presente)
- Traseira do Jinbei Haise quarto facelift (2008–presente)
- Jincheng GDQ6480A2
- Foton View C1 (1999–2012)
- Polarsun Century (2005–2009)
- Sunlong SLK5030

O HiAce (H100) também permanece popular na China, onde ainda é produzido pela Jinbei Motors, King Long Motors e Foton Motor Company, entre outros. Estes são exportados para vários mercados, incluindo o Chile, e também são montados no Egito (pelo Bavarian Auto Group) e no Sri Lanka (como o Micro MPV J). Os motores comuns encontrados nas variantes chinesas HiAce são os motores a gasolina de 2,0 e 2,2 litros (491Q-ME) e o motor a diesel de 2,8 litros. Também está disponível uma variante chinesa do motor 2.4 L 2RZ-E, conhecida como 4RB2. O motor Isuzu 4JB1 e outros nomes de motores, como V19, 4G20C e 4G22, estão disponíveis na China, além de motores diesel de 2,5 e 2,7 litros. A partir de 2019, a variante de 2006 ainda estará disponível para compra com os motores a gasolina 4G20, 4G21 e V19 disponíveis como padrão.
Na Bielorrússia, o modelo MAZ-182 é fabricado com base no King Long Haise antes de ter sido descontinuado da produção devido à falta de interesse nos planos de eventualmente localizar a produção. Os primeiros modelos (MAZ-181010 e MAZ-182010) foram fabricados em dezembro de 2010 antes de serem lançados em 2012, com modelos sobreviventes encontrados sendo usados para o pessoal da MAZ ou nas ruas, alguns deles como ambulâncias. Os modelos foram exibidos publicamente em 2011.